# TENENGE
Técnica Nacional de Engenharia ou TENENGE foi uma empresa de engenharia eletromecânica e construção industrial pesada do Brasil. Fundada pelo engenheiro e empresário mineiro Antonio Maurício da Rocha e José Diniz de Souza em abril de 1955, destacou-se por desenvolver tecnologia brasileira de construção industrial pesada, ocupando, nas décadas seguintes, lugar de destaque na formação da infra-estrutura do Brasil. Atuando em três frentes principais: siderúrgica; petrolífera; e energia elétrica, chegou a gerar mais de 20 mil empregos diretos. Em 1986, o acionista controlador e presidente executivo da TENENGE, Miguel Mauricio da Rocha Neto e o fundador, Antonio Maurício da Rocha, venderam a empresa para a Organização Odebrecht (atual Novonor), dona da Construtora Norberto Odebrecht e da atualmente extinta CBPO.

## História: da fundação até 1986
De 1955 a 1986, sob a liderança e presidência deliberativa de Antonio Maurício da Rocha, desde 1965, sob a direção de seus principais administradores, engenheiros João Lage de Laurentys e Aylton Antoniazzi (vice-presidentes deliberativos e acionistas não controladores) e, desde 1975, Fernando Couto Marques Lisboa (superintendente e CEO até 1982) , Alfredo de Almeida (CEO a partir de 1983), Dalvinho Rodrigues Vieira e os advogados Ruy Álvaro Pereira Leite e Walter Conrado Adolpho Hormann, a TENENGE participou das mais significativas grandes obras industriais do Brasil.
No setor de energia elétrica, atuou na construção de mais de trinta e três por cento do parque hidrelétrico brasileiro. Participou da montagem industrial, dentre outras, das usinas de Capivara, Ilha Solteira, Paraibuna, Paulo Afonso IV e São Simão, além da coordenação geral do consórcio ITAMON de montagem industrial da Usina hidrelétrica de Itaipu.
No setor siderúrgico, a TENENGE esteve presente em mais de trinta e oito por cento da obras fundamentais para a consolidação do complexo siderúrgico nacional. Atuou na construção industrial de siderúrgicas de empresas como a USIMINAS, CSN (Companhia Siderúrgica Nacional), CST (Companhia Siderúrgica de Tubarão), Açominas, COSIPA e Belgo-Mineira.
Para a Petrobrás, empresa brasileira estatal de petróleo, construiu diversas refinarias e participou da montagem dos pólos petroquímicos de Camaçari, São Paulo, Rio Grande do Sul e Alagoas. Construiu as plataformas de extração marítima de petróleo de Namorado I e II e Cherne I, na Bacia de Campos.
Além disso, atuou também, em vários empreendimentos da Companhia Vale do Rio Doce como por exemplo Carajás e nos setores de papel e celulose, cimento, fertilizantes e infra-estrutura industrial.
Em 1983, a TENENGE recebeu da revista EXAME o prêmio de primeiro lugar entre as "Maiores e Melhores" da construção pesada do Brasil.
Na metade da década de 1980, configurou-se uma tendência mundial de verticalização das grandes empresas de construção pesada. Assim, as empresas de construção industrial pesada, como a TENENGE e suas congêneres, e as empreiteiras de construção civil pesada, integrariam as atividades civil e industrial. O resultado seria a criação de conglomerados, sendo que as empresas de construção civil, pelo porte e montante de recursos, assumiriam a liderança deste processo.
Com a verticalização das grandes empresas de construção civil pesada, haveria a formação de general contractors internacionais. Essas empresas generalistas de construção passariam a dominar o ciclo completo de construction engineering and management, tendo capacidade para a realização da construção civil e industrial de empreendimentos. Isso afetaria os rumos e direcionamentos da TENENGE e de outras empresas similares.
Em 1986, o acionista controlador e presidente executivo da TENENGE, Miguel Mauricio da Rocha Neto e o fundador, Antonio Maurício da Rocha, venderam a empresa para a Organização Odebrecht (atual Novonor), dona da Construtora Norberto Odebrecht e da atualmente extinta CBPO.

## História: de 1986 até a incorporação em 1996
Concretizada a venda, e sob o comando da Organização Odebrecht, Aluízio Rebello de Araújo assumiu a presidência do conselho de administração da TENENGE, ficando a presidência da diretoria confiada a Fernando Couto Marques Lisboa. Em 1992, tornou-se vice-presidente executivo da Empresa, o engenheiro Maurício Botelho e em 1993, assumiu a presidência da diretoria o engenheiro Paulo Lacerda.
Na década de 1990 foi instituido o Programa Nacional de Desestatização no Brasil e muitas empresas estatais que eram clientes da TENENGE foram privatizadas, dentre elas a USIMINAS, a COSIPA, a CST e a CSN no setor siderúrgico, e a Vale do Rio Doce no setor de mineração. Nesta etapa do desenvolvimento do Brasil, ocorreu uma grande redução na participação do investimento das empresas estatais em função do Produto Interno Bruto. Esse investimento foi substituído apenas parcialmente pelo setor privado durante esta década.  
Em 1996, a TENENGE-Técnica Nacional de Engenharia foi incorporada à Construtora Norberto Odebrecht. 
Segundo o pesquisador Pedro Campos, em uma tese polêmica, a TENENGE e outras empresas de construção pesada teriam influenciado a confecção do orçamento nacional durante os governos de Juscelino Kubitscheck a Tancredo Neves. A tese de doutorado aponta também a importância da TENENGE para a consolidação técnica da indústria da construção pesada nacional e seu viés nacionalista e desenvolvimentista.  